# Eric Bobo
Eric Bobo (geboortenaam Eric Correa, New York, 27 augustus 1968) is de percussionist van hiphop-ensemble Cypress Hill. Hij is van Cubaanse origine. Zijn vader is Willie Bobo. Eric Bobo heeft ook opgetreden met de Beastie Boys en deed mee op hun albums Ill Communication en Hello Nasty.
- International Standard Name Identifier: 0000 0003 8593 5819
- Library of Congress Control Number: no2009043586
- MusicBrainz: 4df2d021-8603-40ff-a6bb-3b42736aeaef
- Nationale Bibliotheek van Tsjechië: xx0070497
- Virtual International Authority File: 85758569
- WorldCat: E39PBJqqqPky39CyQwPt69gFrq